# 瓊山地震
瓊山地震，又称琼州大地震或琼北大地震是1605年7月在今中國海南省琼山区演丰塔市發生的Ms 7.5地震，最大震度为修订麦加利式烈度表中的X（10）级。
在极震区琼山县，大地震导致陆地沉陷，使建筑物等入海，形成了“海底村庄”，该地震中国地震史上惟一导致陆地陷没成海的大地震。

## 地质构造
海口琼山地区位于琼北断陷盆地，其基底主要受近东西向展布的马袅—铺前断裂构造所控制。历史上发生了1605年琼山7.5 级、1618年老城5.5级与1913年海口5级以上等破坏性地震。该断裂分布于琼北地区琼州海峡南侧，西起临高县马袅，向东经澄迈县马村、长流、琼山至铺前，陆上长约100 km（62 mi）。该断层为兼有左旋性质的高角度正断层。
铺前—清澜断裂与马袅—铺前断裂构造斜交，其走向为北北西—北西走向断裂，该断裂展布于海南岛东北部，北起东寨港，南至清澜，长约63 km（39 mi）。